# Richardiidae
De Richardiidae zijn een familie uit de orde van de tweevleugeligen (Diptera), onderorde vliegen (Brachycera). Wereldwijd omvat deze familie zo'n 34 genera en 178 soorten.